# Fryderyka z Meklemburgii-Strelitz

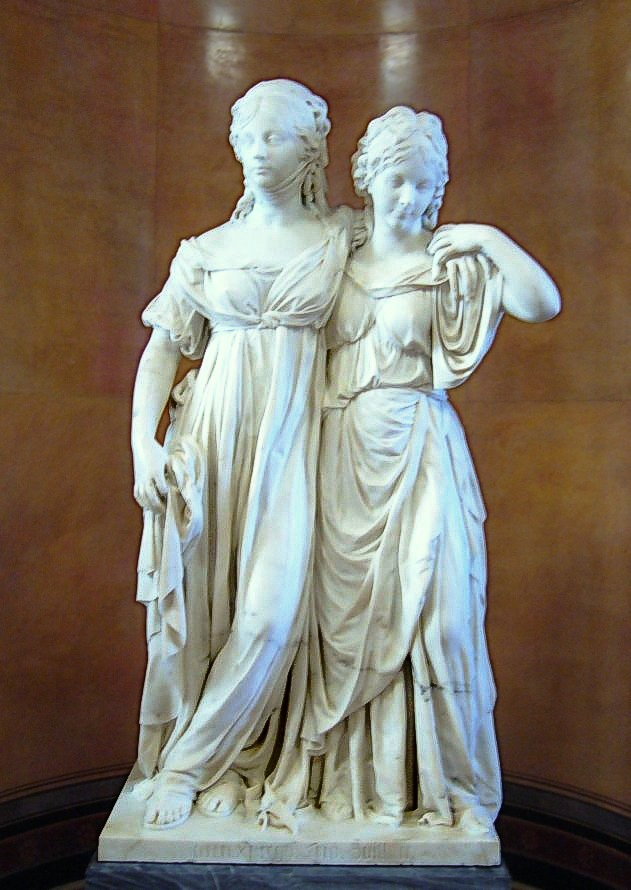
Fryderyka ze swoją siostrą Luizą, królową Prus.

Fryderyka Karolina Zofia Aleksandra (ur. 2 marca 1778 w Hanowerze, zm. 29 lipca 1841 tamże) – księżniczka Mecklenburgii-Strelitz, księżna Cumberland, królowa Hanoweru.

## Życie
Fryderyka Karolina Zofia Aleksandra urodziła się jako piąta córka Karola II, księcia Mecklenburgii-Strelitz, i jego pierwszej żony, Fryderyki (1752–1782), córki landgrafa Jerzego Wilhelma i jego żony Marii Luizy Albertyny Leiningen-Dagsburg-Falkenburg. Ojciec Fryderyki Karoliny otrzymał tytuł księcia Meklemburgii 18 czerwca 1815 roku. Księżniczka Fryderyka była bratanicą przyszłej teściowej, królowej Charlotty. 

### Pierwsze małżeństwo
Księżniczka Fryderyka wyszła za mąż za księcia Fryderyka Ludwika Karola Pruskiego, najmłodszego syna Fryderyka Wilhelma II. Ślub odbył się 26 grudnia 1793 roku, w królewskim pałacu w Berlinie. Małżeństwo zostało rozwiązane w 1796 roku.

### Drugie małżeństwo
Po raz drugi wyszła za mąż 10 grudnia 1798 roku w Berlinie. Jej drugim mężem został Fryderyk Wilhelm, książę Solms-Braunfels (1770–1814).

### Trzecie małżeństwo
Czternaście miesięcy po śmierci swojego drugiego męża Fryderyka wyszła za mąż za Ernesta Augusta I, księcia Cumberland. Uroczystość ślubna odbyła się 29 maja 1815 roku, w kościele w Neustrelitz, w Meklemburgii-Strelitz, oraz ponownie 29 sierpnia 1815 roku w londyńskim Carlton House.

### Królowa Hanoweru
Księżna Cumberland została królową Hanoweru po tym jak jej trzeci mąż zasiadł na hanowerskim tronie 20 czerwca 1837 roku. Fryderyka, królowa Hanoweru, zmarła w 1841 roku w Hanowerze. Została pochowana w kaplicy w zamku Herrenhausen.

## Dzieci
Dzieci z pierwszego małżeństwa:
- Fryderyk Ludwik (1794 – 1863)
- Karol Jerzy (1795 – 1798)
- Fryderyka Wilhelmina Luiza Amalia (1796 – 1850)

Dzieci z drugiego małżeństwa:
- córka (ur. 1799)
- Fryderyk Wilhelm Henryk (1801 – 1868)
- Augusta Luiza (1804 – 1865)
- Aleksander Fryderyk Ludwik (1807 – 1867)
- Fryderyk Wilhelm Karol (1812 – 1875)

Dzieci z trzeciego małżeństwa:
- córka (ur. 1817)
- Jerzy V (1819 – 1878), król Hanoweru

## Tytulatura
- Jej Książęca Wysokość Księżniczka Mecklenburg-Strelitz (3 marca 1778–26 grudnia 1793)
- Jej Królewska Wysokość Księżniczka Pruska Fryderyka (26 grudnia 1793 – 1796)
- Jej Książęca Wysokość Księżniczka Mecklenburg-Strelitz Fryderyka (1796 – 10 grudnia 1798)
- Jej Książęca Wysokość Księżniczka Solms-Braunfels Fryderyka (10 grudnia 1798 – 29 sierpnia 1815)
- Jej Królewska Wysokość Księżna Cumberland i Teviotdale Fryderyka (29 sierpnia 1815 – 29 czerwca 1841)
- Jej Królewska Wysokość Królowa Hanoweru Fryderyka (20 czerwca 1837 – 29 czerwca 1841)